# Les Aventures d'Eddie Turley
Pour plus de détails, voir Fiche technique et Distribution.
Les Aventures d'Eddie Turley est un film de science-fiction expérimental français réalisé par Gérard Courant, sorti en 1987.
Ce film se veut un hommage direct au Alphaville, une étrange aventure de Lemmy Caution de Jean-Luc Godard,  sorti en 1965. Sa particularité tient à sa forme, il est en effet uniquement composé d'images fixes.

## Synopsis
L'agent secret galactique Eddie Turley, venu des Pays Extérieurs, est en mission à Moderncity, cité robotisée des Pays Intérieurs. Il y mène une enquête dangereuse visant à comprendre son fonctionnement et celui de ses habitants. Il rencontre Lola, une jeune femme séduisante qui lui sert de guide, et Akim, un mutant pourchassé par le roi, qui l'aident dans sa mission.
Après plusieurs traquenards ratés, Eddie est capturé par les forces royales. Il réussit cependant à s'enfuir et envoie régulièrement des photos de la ville aux Pays extérieurs grâce à un habile stratagème détournant les dossiers du Ministre des images. Bien que se sentant en danger de mort, Eddie poursuit sont exploration afin de renverser le pouvoir en place.
Dans son errance il subit des évènements irrationnels qui le trouble : il apprend que la Dame du lac conserve les rêves dans une montagne - mais sans savoir pourquoi -, rencontre des enfants murés dans un blockhaus qui s'inventent une vie cinématographique et combat victorieusement.
À la suite de ces péripéties il découvre que le roi des Pays Intérieurs n'existe pas et n'est en fait qu'un ordinateur imposant la dictature électronique. Il le débranche, libérant le peuple, et s'envole avec Lola vers les Pays Extérieurs.

## Fiche technique
- Titre : Les Aventures d'Eddie Turley
- Réalisation : Gérard Courant
- Scénario : Gérard Courant
- Musique : Jean-Noël Longhi, Jean-Loup Lepagnot, Sylvano Balestra et Philippe Klein
- Directeur de la photographie : Gérard Courant
- Opérateur banc-titre : Frédéric Papon
- Ingénieur du son : Bertrand Bourgoin
- Mixage : Michel Commo
- Directeur de production : Bernard-P. Guiremand
- Genre : science-fiction
- Pays de production :  France
- Durée : 90 minutes
- Format : 35 mm
- Procédé : Noir et blanc
- Cadre : 1,66
- Production : Arane (Véronique Failliot, Jean-René Failliot)
- Distribution : Les Films Singuliers
- Date de sortie : 
  - France : 13 mai 1987 au festival de Cannes

## Distribution
- Philip Dubuquoy : Eddie Turley
- Françoise Michaud : Lola
- Joël Barbouth : Akim
- Lucia Fioravanti : Lucia, la Dame du Lac
- Mariola San Martin : Mariola, le Ministre des images
- Joseph Morder : professeur Morlock
- F.J. Ossang : professeur Rock
- Gérard Tallet : docteur Jander
- Jaques Dutoit : un savant fou
- Hubert Lucot : le narrateur
- Lou Castel : un habitant de Moderncity
- Alain Pacadis : un savant fou
- Gérard Courant : un habitant de Moderncity
- Alain Bergala
- Dominique Païni : un savant fou
- Baxter
- Alain Philippon

## Distinctions
- Présenté au Festival de Cannes 1987 dans la catégorie Perspectives du cinéma français.
- Présenté à la Berlinale 1988 (Festival de Berlin) au Marché du film.
- Classé 4ème meilleur film de l'année 1989 par le critique de cinéma Pierre Audebert sur le site Zoom arrière en 2016.

## Suites
- Les Aventures d'Eddie Turley II (2008) : nouveau film gardant exactement la même bande son que le I mais avec de nouvelles images tournées avec téléphone portable.
- Compression des Aventures d'Eddie Turley II (2008) : compression du deuxième film selon un processus cher à Courant (le film est réduit à 3 minutes mais contient toujours tous les plans du film original).
- Les Aventures d'Eddie Turley III (2008) : le retour d’Eddie Turley à Moderncity 25 ans après son premier voyage.
- Les Aventures d'Eddie Turley IV (2014) : nouvelle version en conservant la même bande son que les précédents Eddie Turley mais en images cinétiques.